# اچ‌اس‌ال و اچ‌اس‌وی
اچ‌اس‌ال (به انگلیسی: (HSL(hue, saturation, lightness) و اچ‌اس‌وی (به انگلیسی: (HSV(hue, saturation, value یا HSB)hue, saturation, brightness)) معادل‌های جایگزینی برای مدل رنگی آرجی‌بی هستند که در دههٔ ۱۹۷۰ توسط محققان گرافیک رایانه ای به منظور تطبیق بیشتر با بینایی انسان طراحی شد. در این مدل‌ها، رنگ‌ها (فام یا سایه رنگی) از نقطه نظر سایه (اشباع یا میزان خاکستری) و میزان روشنایی توصیف می‌شوند.
مدل نمایش HSV، شیوه ای را که در آن رنگ‌هایی از طیف مختلف با یکدیگر مخلوط می‌شوند تا مدل‌های اشباع رنگی و میزان شدت رنگی مختلفی را بسازند، شبیه‌سازی می‌کند. مدل HSL، تلاش می‌کند تا با قرار دادن رنگ‌های اشباع کامل حول یک دایره با نصف روشنایی کامل، شباهت بیشتری به مدل‌های رنگی ادراکی مانند سیستم رنگ طبیعی یا سیستم رنگ مانسل داشته باشد

## اصل اساسی
|  |  |

HSV و HSL هردو مدل هندسی استوانه ای هستند (شکل ۱). فام رنگی، قسمت رنگی مدل است که به صورت عددی از ۰ تا ۳۶۰ درجه نشان داده می‌شود. اشباع، میزان قدرت هر رنگ را با عددی بین ۰ تا ۱۰۰ نشان می‌دهد. اشباع ۱۰۰٪ بیانگر خالص‌ترین وضعیت رنگی است، هرچه این عدد به صفر نزدیک تر می‌شود، میزان خلوص رنگ کاهش یافته و خاکستری رنگ بیشتر است. مقدار (به انگلیسی: value) میزان روشنایی هر رنگ را نشان می‌دهد. روشنایی ۰٪ به معنای روشنایی صفر یا سیاهی مطلق است و هرچه این عدد بیشتر می‌شود میزان تیرگی رنگ کاهش یافته تا در ۱۰۰٪ هیچ سیاهی ای در رنگ وجود ندارد. ویژگی Value گاهی به عنوان روشنایی نیز شناخته می‌شود.
در مدل رنگی شکل ۱. ب، فام رنگی، با قرمز در صفر درجه آغاز می‌شود، تا رنگ اصلی سبز در ۱۲۰ درجه و رنگ آبی در ۲۴۰ درجه و تا بازگشت به قرمز در ۳۶۰ درجه ادامه می‌یابد. در هر مدل هندسی، محور عمودی مرکزی شامل محدودهٔ رنگ‌های خنثی، آکروماتیک یا خاکستری است. درواقع با حرکت از سطح بالایی استوانه به پایین‌ترین سطح استوانه میزان روشنایی کاهش می‌یابد و به سمت ۰ می‌رود، در این حالت ۱۰۰٪ به معنی بیشترین روشنایی است. با حرکت از محور مرکزی عمودی به سمت دیواره استوانه میزان خاکستری از بیشترین مقدار خود (۰) به کمترین مقدار خود (۱۰۰) تغییر پیدا می‌کند.
در مدل رنگی HSL (شکل ۱. ب)، همه چیز مشابه مدل HSV است به جز اینکه در این مدل روشنایی با سبکی (به انگلیسی: lightness) جایگزین شده‌است. در این حالت تفاوت عمیق‌ترین بخش استوانه با سطحی‌ترین بخش آن در میزان سفیدی و سیاهی رنگ است. سبکی ۰٪ سیاه است و سبکی ۱۰۰٪ سفید است. حال آنکه در مدل قبل، ۱۰۰٪ به معنای روشنایی حداکثر رنگ است.